# Divine Father
Divine Father, także: Boży Ojciec (1882-1965) – czarnoskóry amerykański ewangelista.

## Życie
Urodził się jako George Baker. W 1919 założył organizację Misja Pokoju. W Sayville prowadził darmowe biuro pracy, wpierał także potrzebujących. Z czasem jego dom zaczęto określać słowem „Niebo”, zaś jego samego zaczęto nazywać Bożym Ojcem. Znalazł licznych naśladowców (powstało około 200 miejsc podobnych do „Nieba”). Był popularny wśród ludności czarnoskórej i białej. Wiele osób otaczało go kultem, przypisując mu właściwości uzdrowicielskie, a nawet porównując do Boga. Cześć, jaką był otaczany, skończyła się niedługo po jego śmierci.